# South Stanley (Dakota del Sur)
South Stanley es un territorio no organizado ubicado en el condado de Stanley en el estado estadounidense de Dakota del Sur. En el Censo de 2010 tenía una población de 469 habitantes y una densidad poblacional de 0,26 personas por km².

## Geografía
South Stanley se encuentra ubicado en las coordenadas 44°16′3″N 100°38′46″O / 44.26750, -100.64611. Según la Oficina del Censo de los Estados Unidos, South Stanley tiene una superficie total de 1803.82 km², de la cual 1790 km² corresponden a tierra firme y (0.77%) 13.81 km² es agua.

## Demografía
Según el censo de 2010, había 469 personas residiendo en South Stanley. La densidad de población era de 0,26 hab./km². De los 469 habitantes, South Stanley estaba compuesto por el 91.68% blancos, el 0.64% eran afroamericanos, el 6.82% eran amerindios, el 0% eran asiáticos, el 0% eran isleños del Pacífico, el 0% eran de otras razas y el 0.85% pertenecían a dos o más razas. Del total de la población el 0.43% eran hispanos o latinos de cualquier raza.